# 89-та вулиця (Мангеттен)
89-та вулиця (англ. 89th Street) — вулиця з одностороннім рухом, що тягнеться на захід від Іст-Рівер до Ріверсайд-драйв, з видом на річку Гудзон, у Нью-Йоркському боро Мангеттен. Вулицю перериває Центральний парк. Проходить через райони Верхній Вест-Сайд, Карнегі-Хілл і Йорквіль.
Захід вулиці знаходиться на Ріверсайд-драйв, звідки відкривається вид на Ріверсайд-парк і річку Гудзон на місці класичного мармурового пам’ятника солдатам і матросам.

## Історія
Першою будівлею на північній стороні вулиці на її західному кінці є Ріверсайд-драйв 173-175, кооперативний житловий будинок із входами на 89-й і 90-й вулицях. На південній стороні вулиці стоїть колишній особняк Ісаака Райса, нині Єшива Кетана на Мангеттені та визнана пам’яткою Нью-Йорка.
На 89-й вулиці розташовані школи Далтон, Дуайт і Авраам Джошуа.